# Фрейд (лунный кратер)
Кратер Фрейд (лат. Freud) — маленький ударный кратер в области западной части долины Шрётера на видимой стороне Луны. Название присвоено в честь австрийского психоаналитика, психиатра и невролога Зигмунда Фрейда (1856—1939); утверждено Международным астрономическим союзом в 1973 г. 

## Описание кратера

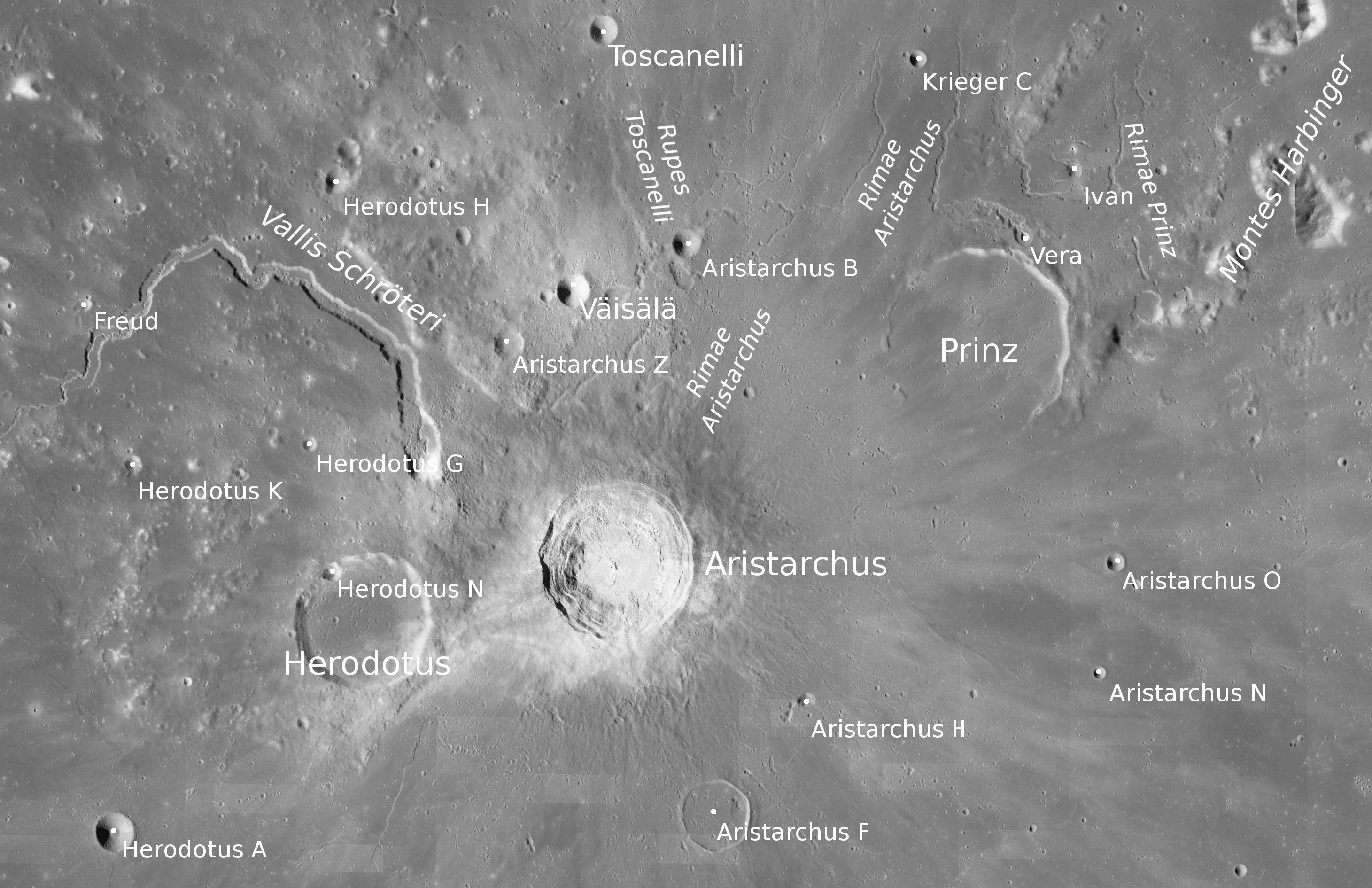
Окрестности кратера Фрейд. Снимок зонда Lunar Reconnaissance Orbiter.

Ближайшими соседями кратера Фрейд являются кратер Раман на северо-западе; кратер Вяйсала на востоке и кратер Геродот на юго-востоке. На западе от кратера расположен Океан Бурь; на севере от него находится пик Геродота; на востоке долины Шрётера. Селенографические координаты центра кратера 25°47′ с. ш. 52°24′ з. д. / 25,79° с. ш. 52,4° з. д., диаметр 13,4 км, глубина 360 м.
Кратер Фрейд расположен на северо-западной окраине структуры неофициально именуемой плато Аристарх — поднятого района диаметром около 120 км с высотой над уровнем Океана Бурь приблизительно 2000 м, изобилующего структурами вулканического происхождения, в том числе бороздами. Кратер имеет циркулярную чашеобразную форму и практически не разрушен. Вал с четко очерченной кромкой. Внутренний склон гладкий, с высоким альбедо. Высота вала над окружающей местностью достигает 330 м, объем кратера составляет приблизительно 30 км³. По морфологическим признакам кратер относится к типу ALC (по названию типичного представителя этого класса — кратера Аль-Баттани C).

## Сателлитные кратеры
Отсутствуют.

## См.также
- Список кратеров на Луне
- Лунный кратер
- Морфологический каталог кратеров Луны
- Планетная номенклатура
- Селенография
- Минералогия Луны
- Геология Луны
- Поздняя тяжёлая бомбардировка